# Billy Bitzer

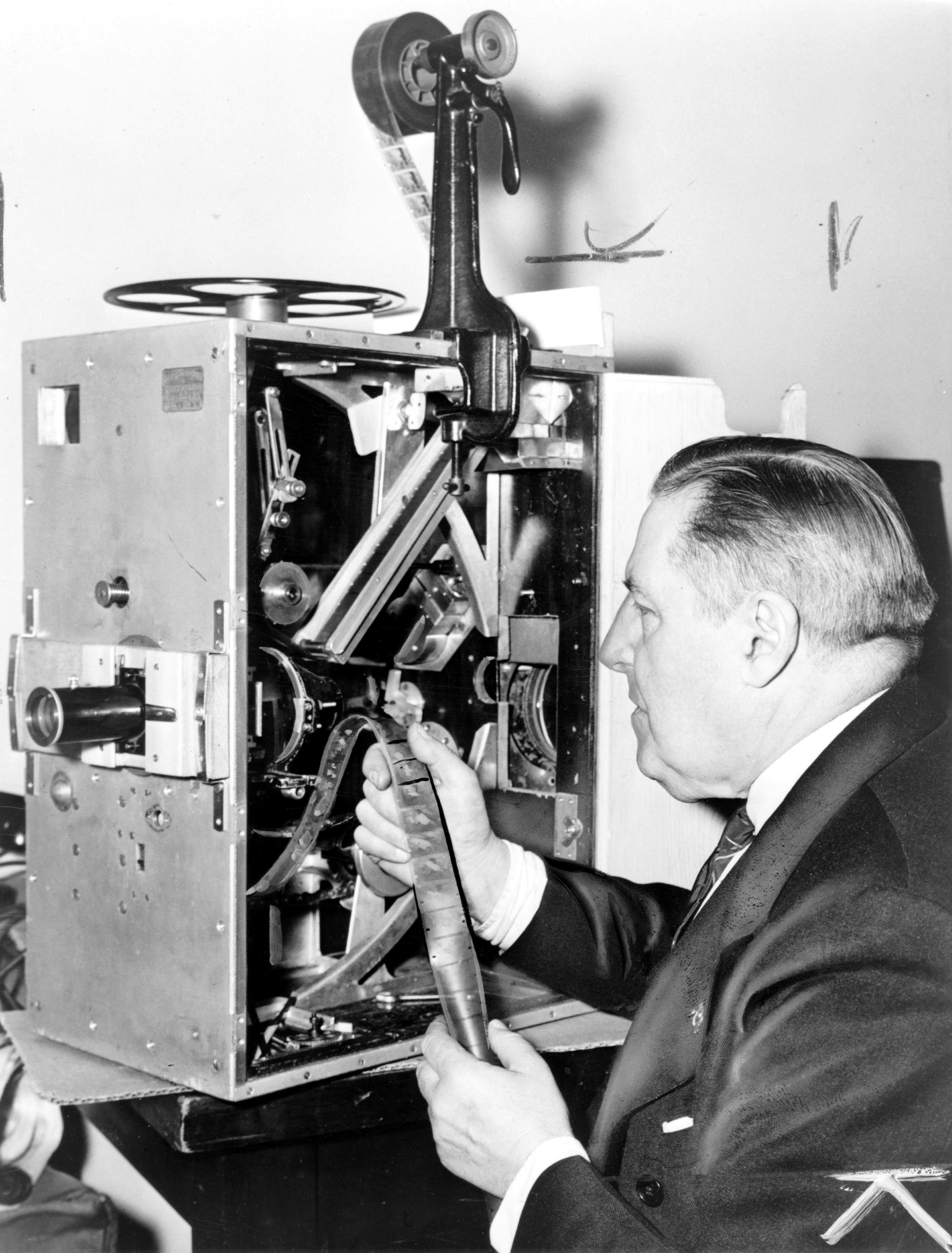
G. W. Bitzer

Johann Gottlob Wilhelm “Billy” Bitzer (oft als G. W. Bitzer arbeitend; * 21. April 1872 in Roxbury, Massachusetts; † 29. April 1944 in Hollywood, Kalifornien) war ein US-amerikanischer Kameramann, der zwischen 1896 und 1933 für mehr als 900 Filme hinter der Kamera stand. Er gilt als wegweisender Kameramann der Filmgeschichte und wurde vor allem durch seine Zusammenarbeit mit Regisseur David Wark Griffith berühmt.

## Leben und Wirken
Bitzer war ein Sohn deutscher Einwanderer. Sein 1843 geborener Vater Johann Martin Bitzer kam 1868 in die USA, wo er 16 Jahre später starb. Sein Sohn Billy begann seine berufliche Laufbahn als Silberschmied. Ab 1896 arbeitete er bei der Filmproduktionsfirma Biograph zunächst als Beleuchter und stieg dann zum Chefkameramann der Firma auf. Als Kameramann der Frühzeit des Films, suchte Bitzer ständig nach neuen Einstellungen und spektakulären Aufnahmen und ging dabei auch hohe Risiken ein. Unter anderem filmte er sogenannte Phantom Rides vom "Kuhfänger" einer fahrenden Lokomotive aus.
Im Jahr 1908 begann Bitzers Zusammenarbeit mit David Wark Griffith, der in diesem Jahr bei Biograph als Autor und Schauspieler eingestellt wurde. Als Griffith begann, auch Regie zu führen, bildeten Bitzer und Griffith als Kameramann und Regisseur ein Team, das Filmgeschichte schrieb. Die zwischen 1909 und 1912 bei Biograph entstandenen Filme von Bitzer und Griffith bildeten einen Standard, dem beinahe jeder Kameramann und Regisseur nachzueifern versuchte.
Als Griffith zur Firma Feature Film wechselte, nahm er Bitzer mit, der der einzige Kameramann bei der Produktion von Griffiths Monumentalwerk The Birth of a Nation (1915) war. Bitzer suchte auch weiterhin immer wieder nach neuen Einstellungen und stieg für Griffiths Film Intoleranz (1916) mit einem Ballon auf, um das komplette Babylon-Set aufnehmen zu können.
Die Zusammenarbeit Bitzer – Griffith endete schließlich in den 1920er Jahren, als Griffith, der inzwischen seine eigene Produktionsfirma gegründet hatte, meinte nicht mehr nur mit einem Kameramann auskommen zu können. Bitzer, der Anfang der 1930er Jahre kaum noch Angebote bekam, drehte seinen letzten Film Hotel Variety im Jahr 1933 und lebte die nächsten Jahre in einem erzwungenen Ruhestand, bis er 1940 vom Museum of Modern Art für Filmrecherchen eingestellt wurde.
Bereits 1926 gründeten Bill Miller und er – zum Unmut der Studiobosse – eine Gewerkschaft, die International Photographers of the Motion Picture Industries (IPMPI), und war zweimal deren Präsident.
Im Jahr 1973, knapp 30 Jahre nach Bitzers Tod, erschien seine Autobiografie Billy Bitzer - His Story. 2003 wurde er bei einer Umfrage der International Cinematographers Guild unter ihren Mitgliedern in die Top 11 der wichtigsten Kameramänner der Filmgeschichte gewählt.

## Filmografie (Auswahl)
- 1908: Falsely Accused!
- 1908: Old Isaacs, the Pawnbroker
- 1908: The Black Viper
- 1909: Edgar Allan Poe
- 1909: Der Weizenkönig (A Corner in Wheat)
- 1909: The Gibson Goddess
- 1909: The Prussian Spy
- 1909: A Fool’s Revenge
- 1909: The Roue’s Heart
- 1909: Lines of White on a Sullen Sea
- 1909: And a Little Child Shall Lead Them
- 1908: The Deception
- 1909: Leather Stocking
- 1909: Lucky Jim
- 1909: A Burglar’s Mistake
- 1909: The Lonely Villa
- 1909: A New Trick
- 1909: A Trap for Santa Claus
- 1910: Wilful Peggy
- 1911: Fate’s Turning
- 1911: The Diamond Star
- 1911: Swords and Hearts
- 1912: An Unseen Enemy
- 1913: Judith von Bethulien (Judith of Bethulia)
- 1915: Die Geburt einer Nation (The Birth of a Nation)
- 1916: Intoleranz (Intolerance)
- 1919: Gebrochene Blüten (Broken Blossoms or The Yellow Man and the Girl)
- 1919: True Heart Susie
- 1920: Weit im Osten (Way Down East)
- 1922: Zwei Waisen im Sturm (Orphans of the Storm)
- 1924: America
- 1928: Komödie einer Liebe (The Battle of the Sexes)